# Disporella humilis
Disporella humilis is een mosdiertjessoort uit de familie van de Lichenoporidae. De wetenschappelijke naam van de soort is voor het eerst geldig gepubliceerd in 2001 door Dennis P. Gordon en Paul D. Taylor..